# Llista de rius de la Safor
Llista de rius, rambles i barrancs a la comarca de la Safor, al País Valencià.
| Nom                                           | Tipus   | Conca     | Superfície conca | Longitud | Cabal | Naixement                                  | Naixement                                              | Desembocadura                         | Desembocadura                                          | Foto |
| Nom                                           | Tipus   | Conca     | Superfície conca | Longitud | Cabal | Lloc                                       | Coord.                                                 | Lloc                                  | Coord.                                                 |      |
| --------------------------------------------- | ------- | --------- | ---------------- | -------- | ----- | ------------------------------------------ | ------------------------------------------------------ | ------------------------------------- | ------------------------------------------------------ | ---- |
| Vaca (o Xeraco)                               | riu     |           | 60 km²           | 16,6 km  |       | Font Gran (Simat de la Valldigna)          | 39° 02′ 33″ N, 0° 18′ 29″ O / 39.0423962°N,0.3081568°O | mar Mediterrània (Xeraco)             | 39° 02′ 08″ N, 0° 11′ 03″ O / 39.0354194°N,0.1841794°O |      |
| Malet                                         | barranc | Vaca      |                  |          |       | el Realenc (Carcaixent)                    | 39° 03′ 33″ N, 0° 23′ 08″ O / 39.0590941°N,0.3855443°O | riu Vaca (Tavernes de la Valldigna)   | 39° 03′ 53″ N, 0° 16′ 30″ O / 39.0646754°N,0.275066°O  |      |
| el Badell                                     | riu     | Vaca      |                  |          |       | Clot de la Font (Tavernes de la Valldigna) | 39° 03′ 25″ N, 0° 16′ 29″ O / 39.0570171°N,0.2747328°O | riu Vaca (Tavernes de la Valldigna)   | 39° 03′ 39″ N, 0° 12′ 59″ O / 39.0607656°N,0.2164084°O |      |
| les Fonts                                     | barranc |           |                  |          |       | Xeraco                                     | 39° 01′ 23″ N, 0° 14′ 47″ O / 39.0231212°N,0.246441°O  | Marjal de Xeraco                      | 39° 02′ 29″ N, 0° 13′ 08″ O / 39.0412891°N,0.2187674°O |      |
| Xeresa                                        | barranc |           |                  |          |       | Massís del Mondúver                        | 39° 00′ 12″ N, 0° 14′ 25″ O / 39.0032919°N,0.2401778°O | Marjal de Xeresa                      | 39° 01′ 05″ N, 0° 12′ 25″ O / 39.0180442°N,0.2070704°O |      |
| Sant Nicolau (o barranc de Beniopa o Borrell) | riu     |           |                  |          |       | Serra de Marxuquera (Llutxent)             | 38° 59′ 06″ N, 0° 17′ 44″ O / 38.9850346°N,0.2954551°O | mar Mediterrània (Gandia)             | 38° 59′ 34″ N, 0° 09′ 40″ O / 38.9927552°N,0.1611794°O |      |
| Serpis (o d'Alcoi)                            | riu     |           | 752,8 km²        | 75 km    |       | Serra del Menejador (Alcoi)                |                                                        | mar Mediterrània (Gandia)             | 38° 59′ 27″ N, 0° 09′ 08″ O / 38.9907233°N,0.1521663°O |      |
| la Safor                                      | barranc | Serpis    |                  |          |       | Serra de la Safor (Vilallonga)             | 38° 52′ 22″ N, 0° 14′ 43″ O / 38.8726881°N,0.2453652°O | riu Serpis (Vilallonga)               | 38° 52′ 50″ N, 0° 14′ 40″ O / 38.8806926°N,0.244334°O  |      |
| Vernissa (o de Pinet)                         | riu     | Serpis    | 140 km²          | 29 km    |       | Serra del Buixcarró (Quatretonda)          |                                                        | riu Serpis (el Real de Gandia)        | 38° 56′ 28″ N, 0° 11′ 32″ O / 38.9411175°N,0.1922821°O |      |
| el Cossi                                      | barranc | Serpis    |                  |          |       | la Cuta (Llocnou de Sant Jeroni)           | 38° 54′ 02″ N, 0° 16′ 37″ O / 38.9004877°N,0.2770318°O | riu Vernissa (Llocnou de Sant Jeroni) | 38° 54′ 48″ N, 0° 17′ 13″ O / 38.9133639°N,0.2868163°O |      |
| el Garrofer                                   | barranc | Serpis    |                  |          |       | Serra de Marxuquera (Ròtova)               | 38° 56′ 46″ N, 0° 17′ 22″ O / 38.9462046°N,0.2894142°O | riu Vernissa (Ròtova)                 | 38° 56′ 14″ N, 0° 15′ 09″ O / 38.9372977°N,0.2524849°O |      |
| la Vinuesa (o de l'Algoleja, el Tarro)        | barranc | Serpis    |                  |          |       | la Cuta (Castellonet de la Conquesta)      | 38° 53′ 48″ N, 0° 15′ 49″ O / 38.8967009°N,0.2634881°O | riu Vernissa (Ròtova, Alfauir)        | 38° 56′ 02″ N, 0° 14′ 42″ O / 38.933986°N,0.2449021°O  |      |
| Marxuquera (o Verd)                           | barranc | Serpis    |                  |          |       | Serra de Marxuquera (Gandia)               | 38° 58′ 03″ N, 0° 17′ 44″ O / 38.9674335°N,0.2956169°O | riu Vernissa (Palma de Gandia)        | 38° 56′ 20″ N, 0° 13′ 24″ O / 38.9389239°N,0.2234418°O |      |
| la Navesa                                     | barranc | Serpis    |                  |          |       | Ador                                       | 38° 54′ 11″ N, 0° 14′ 05″ O / 38.902995°N,0.2346039°O  | riu Vernissa (Palma de Gandia)        | 38° 55′ 39″ N, 0° 12′ 42″ O / 38.9275646°N,0.2115896°O |      |
| Sotaia                                        | barranc |           |                  |          |       | Bellreguard                                | 38° 56′ 36″ N, 0° 09′ 59″ O / 38.9433345°N,0.1664517°O | mar Mediterrània (Miramar)            | 38° 57′ 31″ N, 0° 07′ 26″ O / 38.9587027°N,0.1238098°O |      |
| Beniteixir (o de Palmera)                     | barranc |           |                  |          |       | la Font d'en Carròs                        | 38° 54′ 21″ N, 0° 10′ 48″ O / 38.9057237°N,0.1801152°O | mar Mediterrània(Piles)               | 38° 56′ 38″ N, 0° 06′ 30″ O / 38.9437991°N,0.1083462°O |      |
| Gallinera                                     | riu     |           |                  |          |       | Vall de Gallinera (Alpatró)                | 38° 49′ 22″ N, 0° 15′ 45″ O / 38.8229076°N,0.2624091°O | mar Mediterrània (Oliva)              | 38° 54′ 41″ N, 0° 04′ 16″ O / 38.9113766°N,0.0709791°O |      |
| el Carritxar                                  | barranc | Gallinera |                  |          |       | Serra de Mostalla (Pego)                   | 38° 51′ 20″ N, 0° 08′ 32″ O / 38.8556223°N,0.1421925°O | riu de Gallinera (Oliva)              | 38° 52′ 33″ N, 0° 08′ 25″ O / 38.8757915°N,0.1402212°O |      |
| el Bullent                                    | riu     |           | 35 km²           | 7 km     |       | Tossal del Bullentó (Pego)                 | 38° 52′ 10″ N, 0° 05′ 45″ O / 38.869543°N,0.0957299°O  | mar Mediterrània (Oliva)              | 38° 54′ 16″ N, 0° 03′ 45″ O / 38.9045274°N,0.0625517°O |      |
| el Molinell (o Racons)                        | barranc |           |                  |          |       | Lloma dels Racons (Dénia)                  |                                                        | mar Mediterrània (Oliva)              | 38° 53′ 11″ N, 0° 02′ 15″ O / 38.8863948°N,0.0375543°O |      |